# Calçot

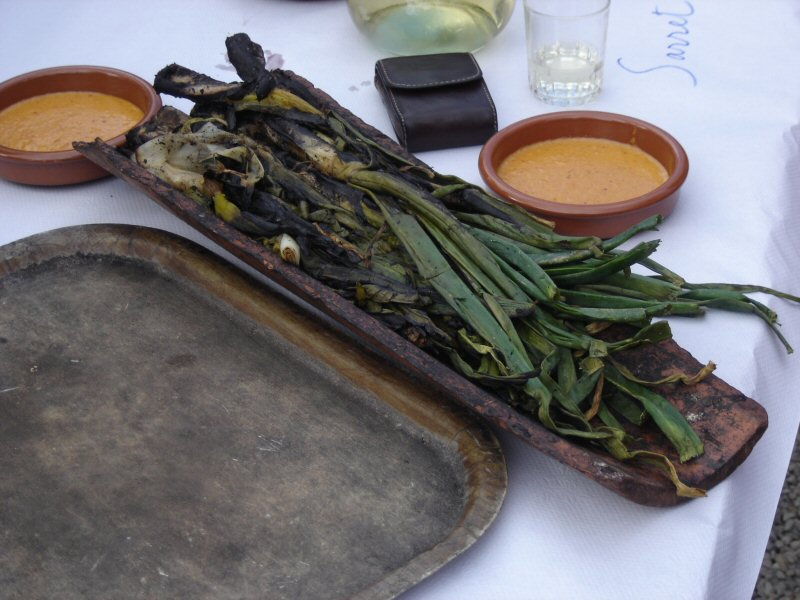
Calçots preparats

Els calçots o ceballots són una varietat de cebes tendres, cebes poc bulboses i més suaus que es calcen a mesura que creixen, i que es mengen escalivats.
Sobre l'origen del calçot hi ha diverses versions però la més coneguda és la que atribueix a en Xat de Benaiges, un camperol que va viure a Valls a la fi del segle xix, la invenció d'aquest cultiu. En Xat de Benaiges va posar un parell de brots de cebes al foc i va descobrir per atzar un plat que a la primeria del segle xx ja havia esdevingut habitual en moltes llars de Valls.
De llavors ençà el consum dels calçots o calçotada ha esdevingut una festa gastronòmica coneguda arreu, especialment a Catalunya. Els calçots es mengen habitualment durant els mesos de gener, febrer i març, es couen amb llenya provinent de sarments, rabasses o rabassons de vinya i es consumeixen acompanyats d'una salsa típica, la dita salsa de calçots.
No fou fins a mitjan segle passat que el calçot es va fer conèixer fora de l'Alt Camp, particularment gràcies la divulgació feta per la colla artística i humorística l'Olla.
La festa del calçot de Valls, que se celebra el darrer diumenge del mes de gener, va fer 100 anys l'any 1996. S'hi celebren tres concursos : el concurs de cultivadors de calçots, el concurs de salsa de la 'calçotada' i el concurs de menjadors de calçots.

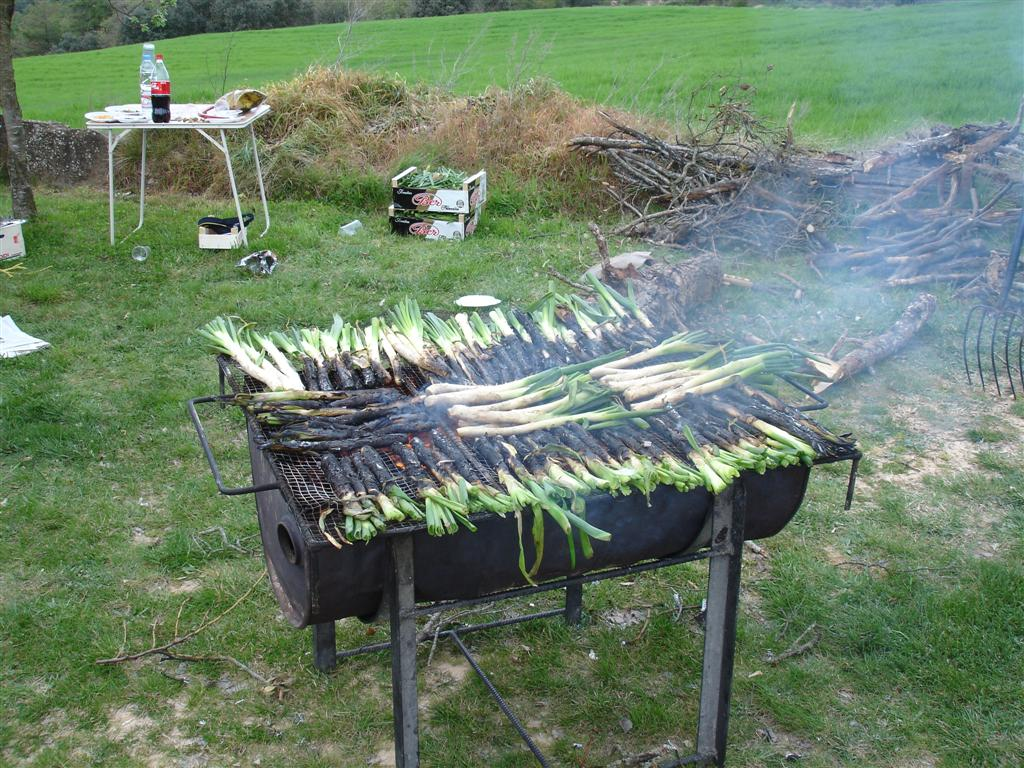
Calçots al foc

## Etimologia
El nom del calçot prové de la manera de plantar-lo, mig colgat a la terra, que es coneix com a «calçar», perquè el brot sigui ben blanc i tendre. La calçotada o menjada de calçots consisteix a enfilar els calçots amb un filferro, coure'ls en una brasa feta de llenya i trossos de cep de vinya i menjar-se'ls amb la salsa i seguits de botifarra amb seques (mongetes) o alguna altra mena de carn que pot amanir-se també amb aquesta deliciosa salsa.

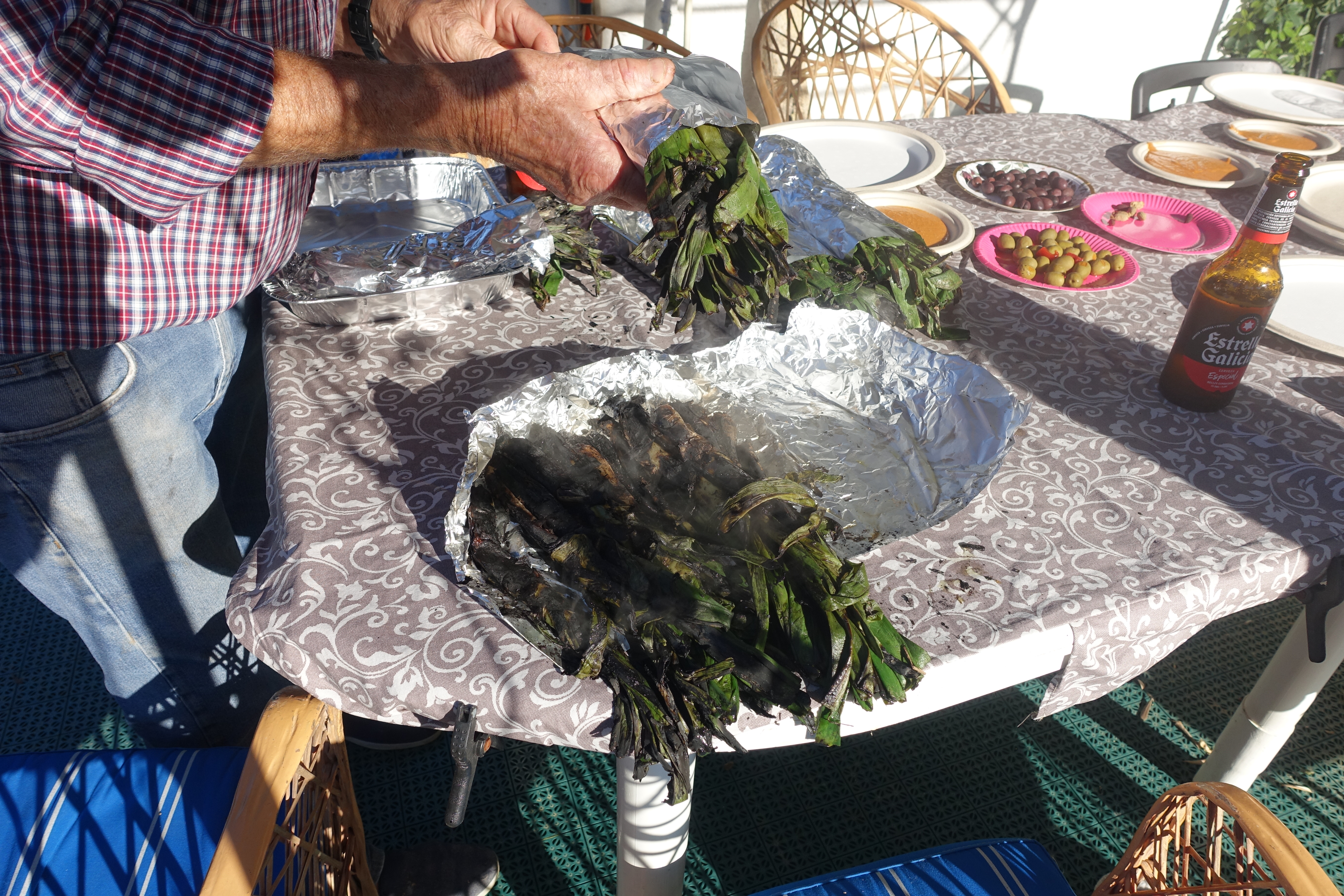

## Propietats alimentàries
La ceba en general és una planta amb contingut de vitamines i minerals molt ampli. Se li atribueixen propietats tonificants, diürètiques, digestives i afrodisíaques. En el cas del calçot s'ha comprovat que té un contingut interessant en compostos anticancerosos.
El diàmetre del calçot pot arribar a fer entre 1,7 i 2,5 centímetres i la cama blanca entre 15 i 25 centímetres.

## Mètode de conreu

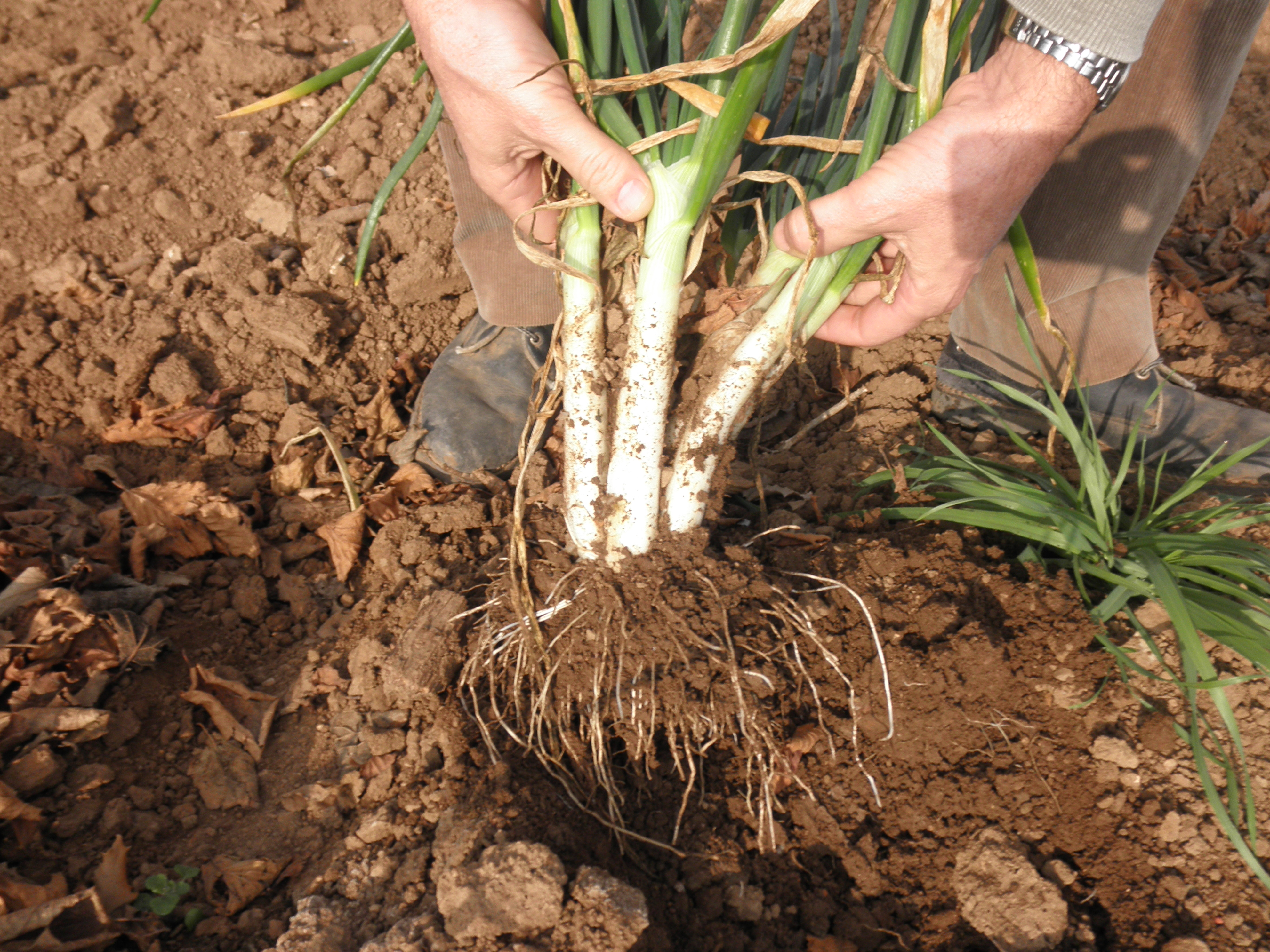
Calçots acabats d'arrencar.

El procés de cultiu d'aquest producte té dues fases diferenciades. La primera fase és l'obtenció del bulb que es fa a partir de la sembra de llavor a final d'any, es trasplanten les cebetes a l'entrada de primavera i s'arrenca el bulb a l'estiu.
La segona fase és l'obtenció del calçot a partir de les cebes. La plantació de les cebes es fa durant la segona quinzena del mes de setembre. Abans de plantar-la cal tallar-li la part superior per tal que els calçots creixin més espaiats. A mesura que els brots de la ceba van sortint, s'han de calçar, és a dir colgar el brot amb substrat per tal que quedi més blanquejat.

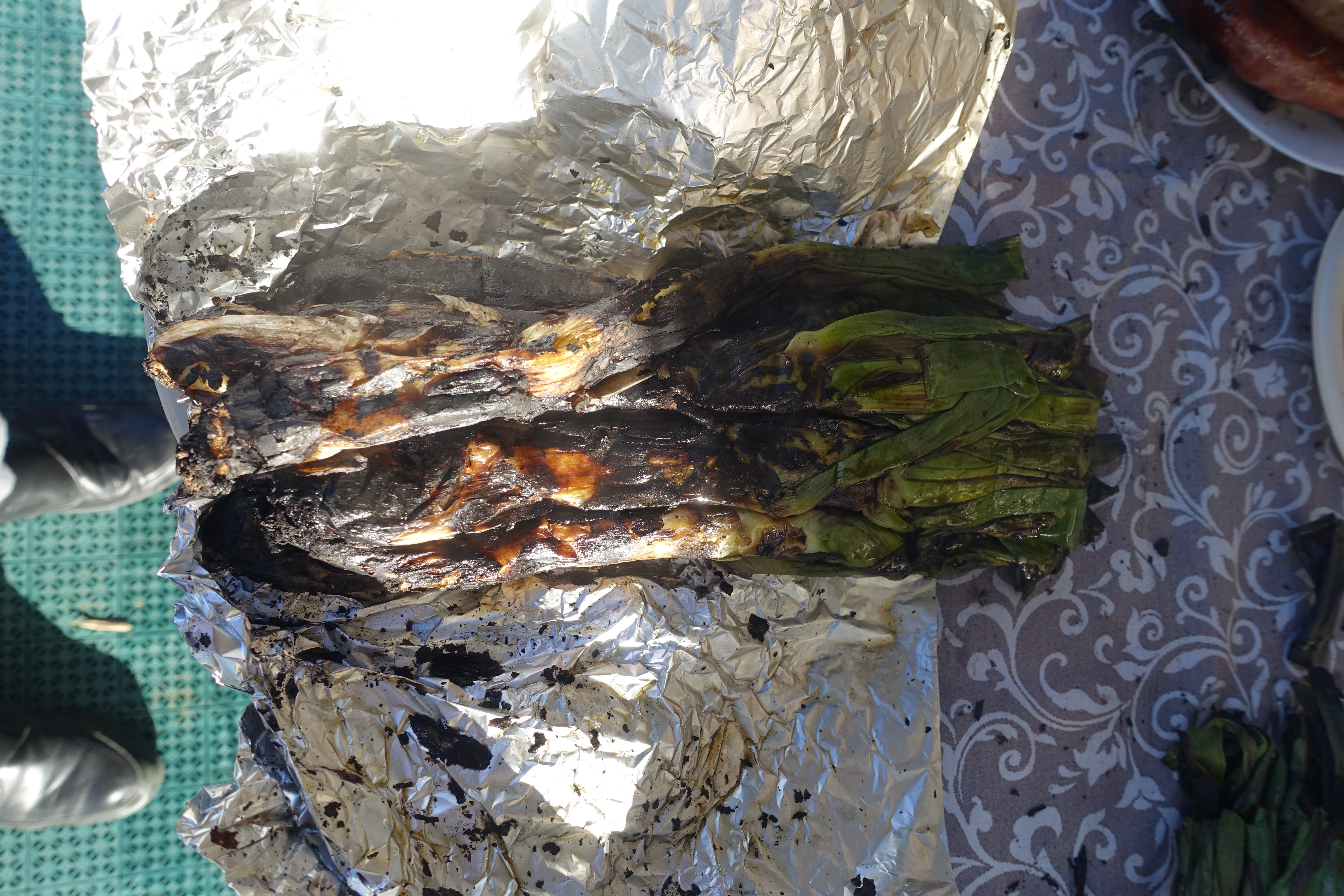

El cultiu del calçot és típic del Camp de Tarragona, propenc al mar i amb un hivern suau. Malgrat això, el calçot també es pot conrear en zones d'interior on les glaçades no siguin gaire permanents. En aquests casos, però, la collita del calçot s'endarrerirà d'unes setmanes respecte a les regions de clima més suau.
Els calçots es degusten normalment en una calçotada: cuits al foc i sucats en salsa de calçots.

## Economia
Catalunya té un feix de tradicions i costums: els castells, les sardanes, el pa amb tomàquet… però en el camp gastronòmic es destaca aquesta hortalissa que cada vegada es conrea a més comarques de terres catalanes i espanyoles: el calçot.
Cada any es cullen prop de 55 milions de calçots, 10% dels quals duen l'etiqueta de denominació d'origen de la IGP "Calçot de Valls", creada el 1995 per la Generalitat de Catalunya. Aquesta producció té unes repercussions econòmiques molt importants sobretot per les quatre comarques productores més importants: el Tarragonès, el Baix Camp, l'Alt Camp i el Baix Penedès.
La part més representativa dels ingressos que representa el calçot, però, es basa sobretot en la restauració; la comarca de l'Alt Camp és la que se'n veu més beneficiada, ja que rep visitants d'arreu de Catalunya i fins i tot de fora de l'Estat espanyol.